# Personalitat autoritària

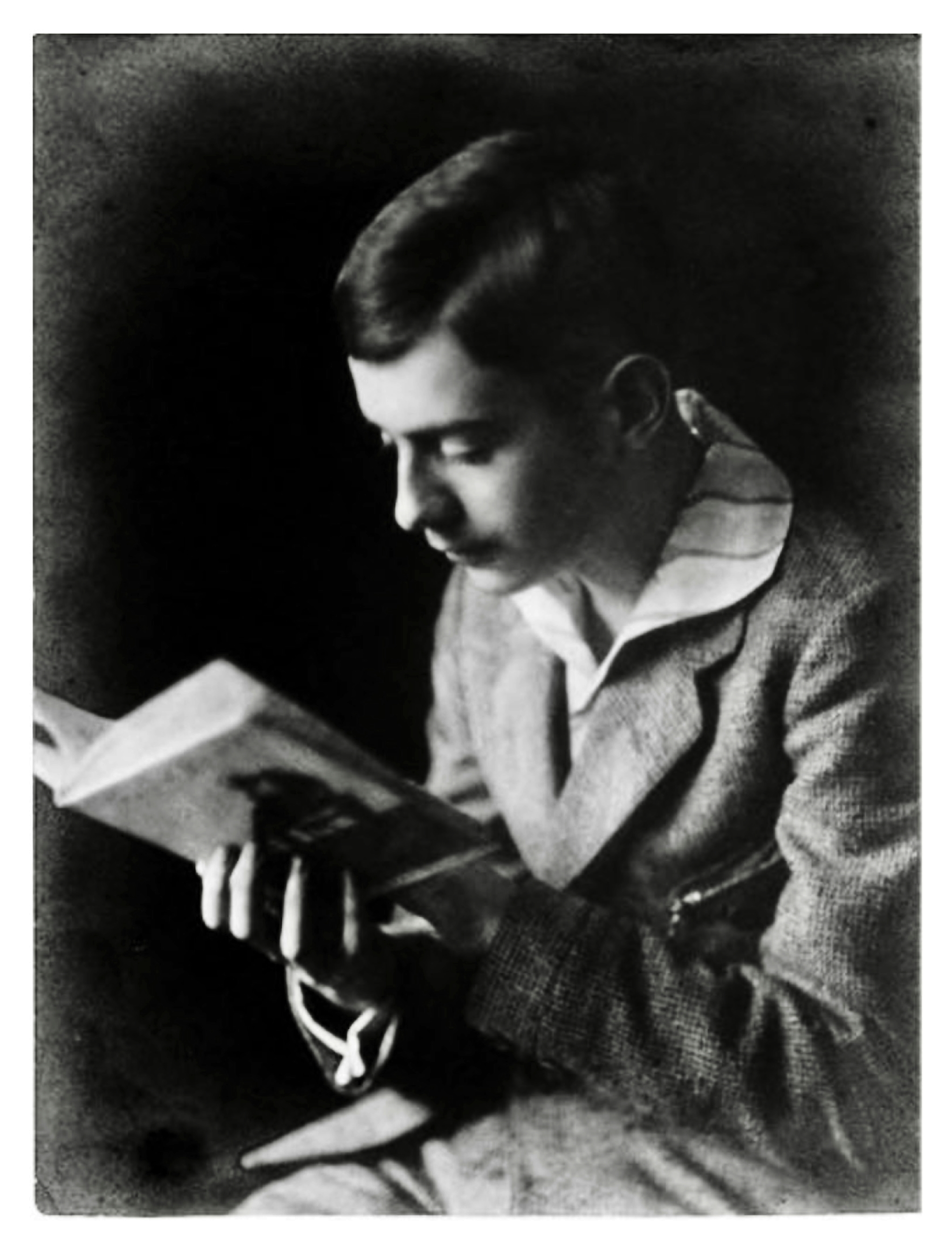
Theodor Adorno el 1919

La personalitat autoritària és un tipus de personalitat caracteritzada per la disposició a la conformitat, l'obediència i el respecte a les autoritats. És un concepte de psicologia social i de ciència política desenvolupat per l'Escola de Frankfurt i que cerca explicar els motius pels quals tantes persones van seguir cegament líders autoritaris a la dècada del 1930.
Theodor Adorno, Else Frenkel-Brunswik, Daniel Levinson i Nevitt Sanford van publicar el 1950 el llibre The Authoritarian Personality, basat en dades i observacions obtingudes durant la dècada del 1940. Els autors van utilitzar escales per a mesurar actituds, entrevistes en profunditat i tests projectius i de personalitat. L'estudi proposa dos tipus més de personalitat: la personalitat democràtica i la personalitat revolucionària. La teoria es va fonamentar en bona part en la psicoanàlisi i en la psicologia cognitiva.
L'autoritat és, en origen, poc majestàtica i força igualitària. No és rar que el cap sigui el millor caçador o el millor amfitrió de festes. Essent una constant en la història humana i estant referida al maneig de vastes poblacions, la seua legitimitat es basa i es fonamenta en la funció que la fa necessària: laborar pel bé públic. Encara que pot ser il·legítima i laborar al servei d'interessos poc escrupolosos. Una característica psicològica de la personalitat autoritària és la seua tendència a la perversió psíquica sadomasoquista: manar, dominar, obeir i sotmetre's, sense qüestionar la naturalesa intrínseca de l'ordre social.

## Autoritat i llibertat
L'autoritat està enfrontada a la seua categoria oposada: la llibertat. La tendència a ser lliure és una altra constant en la naturalesa humana.
La relació de l'autoritat amb la llibertat ha de ser tal que qualsevol amenaça a la llibertat sigui resposta amb l'aparell jurídic-legal. La llibertat se sanciona en les lleis positives i ha de tendir cap a l'infinit, mentre que l'autoritat ideal és només l'estrictament necessària i ha de tendir, per tant, a extingir-se i ha de tendir a zero.

## Característiques

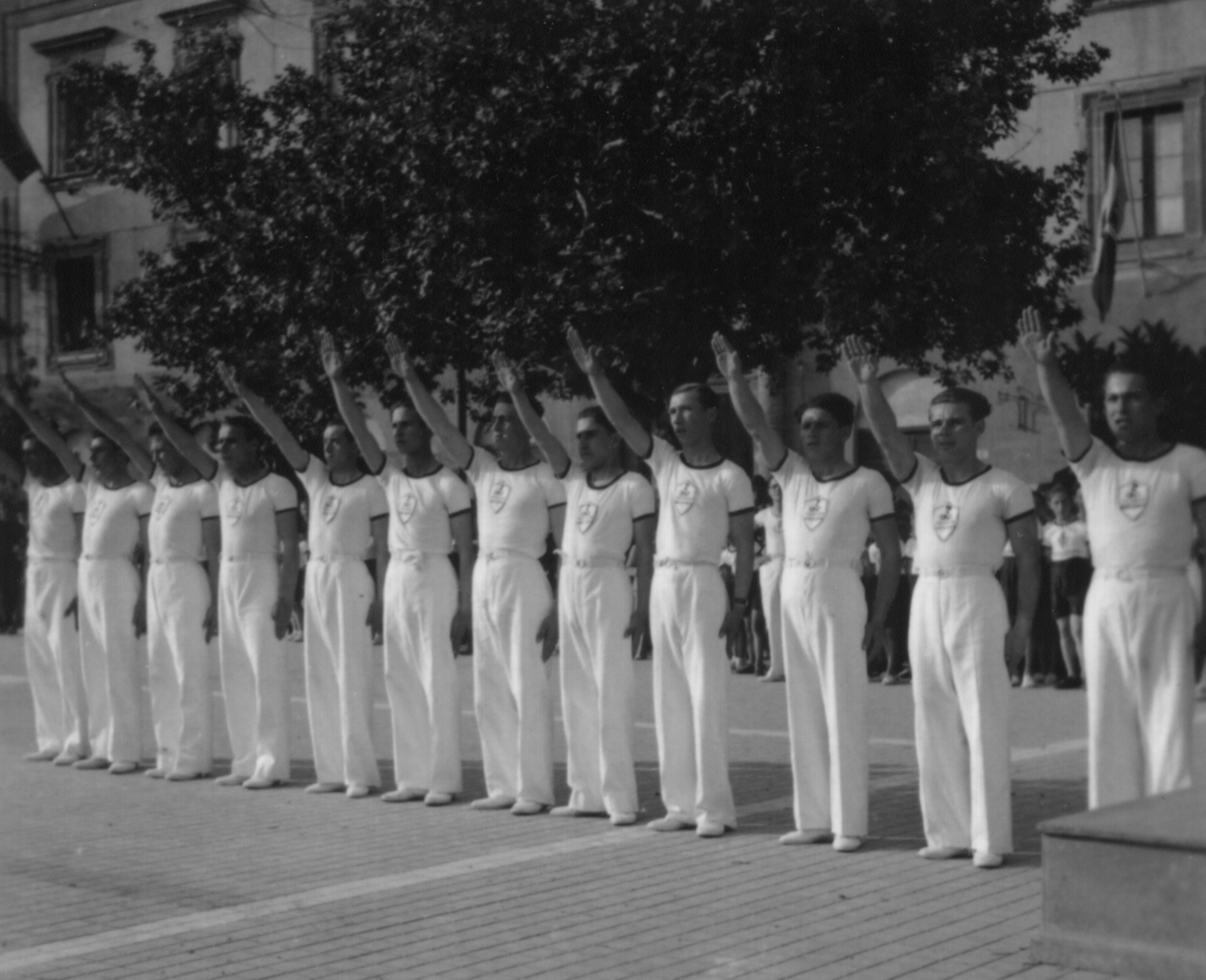
Demostració gimnàstica durant el període feixista

La personalitat autoritària pot definir-se per nou característiques que es creuen a agrupades com a resultat d'experiències de la infància. Aquestes característiques inclouen el convencionalisme, la submissió autoritària, l'agressió autoritària, l'antiintel·lectualisme, l'antiintracepció, la superstició i l'estereotípia, el poder i la resistència, la destructivitat i el cinisme, la projectivitat i les preocupacions exagerades sobre el sexe.
- Convencionalisme: rígida adhesió als valors convencionals de classe mitjana
- Sotmetiment autoritari: actitud submisa, acrític/ca cap a autoritats morals idealitzades de l'endogrup
- Agressió autoritària: tendència a condemnar, rebutjar i castigar les persones que violen els valors convencionals
- Antiintracepció: oposició a tot el que és subjectiu, és imaginatiu i orientat a la tendresa
- Superstició i estereotípia: la creença en els determinants de la mística del destí de l'individu i la disposició a pensar en categories rígides
- Potència i duresa: preocupació per la dominació-submissió, fort-dèbil, líder-seguidor i identificació amb les figures de poder; èmfasi excessiu sobre els atributs convencionals de l'ego; afirmació exagerada de duresa i resistència
- Destructivitat i cinisme: hostilitat generalitzada i enviliment del ser humà
- Acció-resposta: la disposició a creure que les coses salvatges i perilloses han de seguir en el món; l'exterior de la projecció d'impulsos emocionals inconscients
- Sexe: exagerada preocupació sexual

Un dels qüestionaris d'aquests autors de la Universitat de Berkeley va ser l'escala F o de feixisme, que mesurava tendències potencials feixistes. Delinqüents sentenciats i bojos greus reclosos van ser els subjectes que van obtenir una puntuació més alta en l'escala F.